# Astragalus pamirensis
Astragalus pamirensis är en ärtväxtart som beskrevs av Sensu Ovcz. och M.R. Rassulova. Astragalus pamirensis ingår i släktet vedlar, och familjen ärtväxter. Inga underarter finns listade i Catalogue of Life.